# Widich Nunatak
Widich Nunatak (in lingua inglese: Nunatak Widich) è un nunatak, picco roccioso isolato, situato 6 km a est dello Spencer Nunatak, tra le Long Hills e il Wisconsin Range della catena dei Monti Horlick, nei Monti Transantartici, in Antartide.
Il nunatak è stato mappato dall'United States Geological Survey (USGS) sulla base di rilevazioni e foto aeree scattate dalla U.S. Navy nel periodo 1959-60.
La denominazione è stata assegnata dall'Advisory Committee on Antarctic Names (US-ACAN), in onore di George Widich, ingegnere che faceva parte del gruppo che ha trascorso l'inverno 1960 presso la Stazione Byrd.